# 法语国家和地区的行政中心
在法语国家和地区，行政中心（法语：chef-lieu de département）是指一个行政区内行政上最突出的城市。

## 在法国
大区行政中心（chef-lieu de région），称为，译作“大区首府”，是大区区长驻地。大区政府办公楼也称为。
省行政中心，亦称为，译作“省会”，是省长驻地。省政府办公楼也称为。
省辖区行政中心，称为，译作“副省会”，是区长驻地。区政府办公楼也称为。省会所在的区没有副省会，以省会作为区行政中心，由省政府秘书长行使区长职权。
县行政中心并没有实际意义。通常由县里人口最多的市镇充当。